# Lee Zii Jia

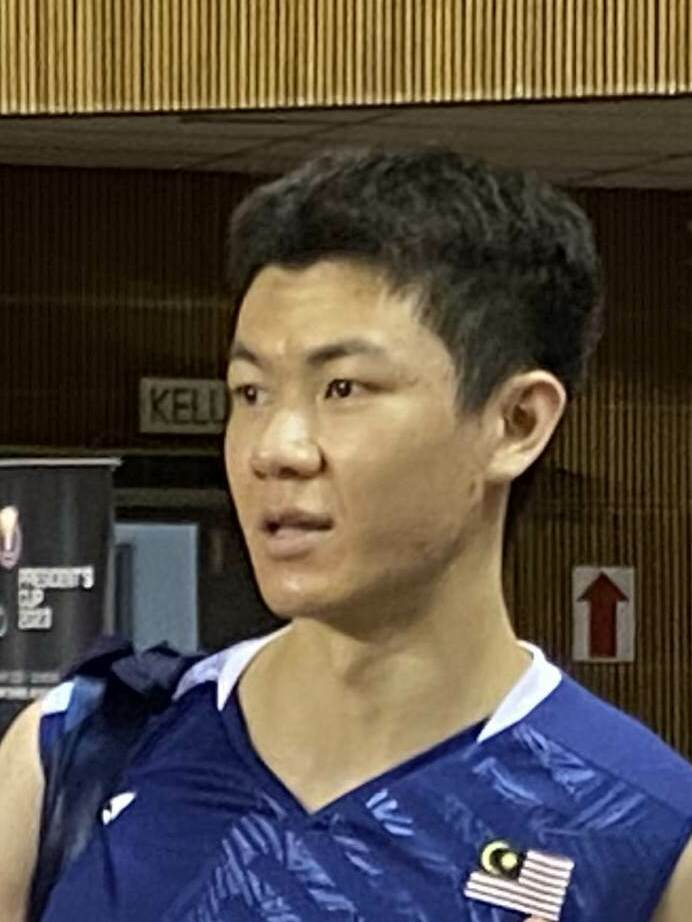
Lee Zii Jia (2023)

Lee Zii Jia (* 29. März 1998 in Kedah) ist ein malaysischer Badmintonspieler.

## Karriere
Lee Zii Jia gewann die Polish International 2017 und die Chinese Taipei Open 2018. 2021 siegte er bei den prestigeträchtigen All England. Im gleichen Jahr qualifizierte er sich für die Olympischen Sommerspiele. Während der Eröffnungsfeier war er gemeinsam mit seiner Badmintonkollegin Goh Liu Ying der Fahnenträger seiner Nation. Bei den Olympischen Spielen 2024 in Paris gewann er im Einzelwettbewerb die Bronzemedaille.

## Sportliche Erfolge
| Saison | Veranstaltung                      | Disziplin | Platz | Name        |
| ------ | ---------------------------------- | --------- | ----- | ----------- |
| 2015   | Malaysia Junior International 2015 | MS        | 3     | Lee Zii Jia |
| 2015   | Thailand Junior International 2015 | MS        | 3     | Lee Zii Jia |
| 2016   | Dutch Junior International 2016    | MS        | 1     | Lee Zii Jia |
| 2016   | German Junior International 2016   | MS        | 3     | Lee Zii Jia |
| 2016   | Malaysia Junior International 2016 | MS        | 3     | Lee Zii Jia |
| 2016   | Polish International 2016          | MS        | 3     | Lee Zii Jia |
| 2016   | Juniorenweltmeisterschaft 2016     | MS        | 3     | Lee Zii Jia |
| 2017   | Thailand Masters 2017              | MS        | 3     | Lee Zii Jia |
| 2017   | Polish International 2017          | MS        | 1     | Lee Zii Jia |
| 2017   | Malaysia International Series 2017 | MS        | 3     | Lee Zii Jia |
| 2018   | Korea Masters 2018                 | MS        | 2     | Lee Zii Jia |
| 2018   | Chinese Taipei Open 2018           | MS        | 1     | Lee Zii Jia |
| 2020   | All England 2020                   | MS        | 3     | Lee Zii Jia |
| 2021   | All England 2021                   | MS        | 1     | Lee Zii Jia |
| 2021   | Hylo Open 2021                     | MS        | 2     | Lee Zii Jia |
| 2022   | Asienmeisterschaft 2022            | MS        | 1     | Lee Zii Jia |
| 2022   | Thailand Open 2022                 | MS        | 1     | Lee Zii Jia |
| 2024   | Olympische Sommerspiele 2024       | MS        | 3     | Lee Zii Jia |